# 刘春草
刘春草（1925年—2014年2月7日），原名刘颂耀，号竹园，顺德容桂人，出生于广州，祖籍广东顺德。中华人民共和国画家。
师承高剑父、高奇峰、陈树人，与关山月、赵少昂、黎雄才、杨善深为岭南画派第二代传人，旅居马来西亚、欧洲、美国等地讲学，画作《天下第一峰》，收录于人民大会堂。画有《美国大峡谷》、《埃及金字塔》、《尼加拉大瀑布》、《地中海马尔他岛》、《马来西亚神山》、《黄山天都峰》等。晚年热衷于慈善助学。